# Messier 5
Messier 5 (M5 ili NGC 5904) je kuglasti skup u zviježđu Zmije, jedan od najsjajnijih na nebu. Otkrio ga je Gottfried Kirch 1702. godine. Charles Messier ga je neovisno otkrio 1764. godine i opisao ga kao okruglu maglicu bez zvijezda. William Herschel je prvi razlučio ovaj skup 1791. godine. U 48" teleskopu prebrojio je 200 zvijezda ali nije uspio razlučiti središte.

## Svojstva
Promjer ovog veličanstvenog skupa iznosi 160 ly. Od nas je udaljen 24,500 ly, posjeduje između 100 i 500 tisuća zvijezda od kojih je 105 promjenjivih.
Od promjenjivih zvijezda najvažnije su one tipa RR Lyrae jer omogućavaju pouzdano određivanje udaljenosti. Najsjajnijoj od promjenjivih zvijezda sjaja varira od prividne magnitude +10.8 do +12.1 u periodu od 26.5 dana. 
Starost mu je procijenjena na 13 milijardi godina pa pripada među najstarije kuglaste skupove naše galaksije.

## Amaterska promatranja
Kao i većina kuglastih skupova iz Messierova kataloga, tako je i ovaj jedan od ljepših prizora u većem amaterskom teleskopu. Njegov prividni sjaj je + 5.80 što znači da ga je u tamnim noćima, daleko od gradova, moguće vidjeti golim okom. Kroz dvogled izgleda kao mutna zvijezda. Za razlučivanje najsjajnijih zvijezda potreban je teleskop s objektivom od najmanje 100mm. Teleskopi s objektivima većim do 250mm mogu razlučiti sve osim jezgre. Za razlučivanje jezgre potreban je snažan teleskop i dobri atmosferski uvjeti.

## Vanjske poveznice
- Skica M5
- Krunoslav Vardijan, autor fotografije  Arhivirana inačica izvorne stranice od 1. lipnja 2007. (Wayback Machine)